# Miloš Janković
Miloš Janković (in serbo Милош Јанковић?; Čačak, 28 giugno 1994) è un cestista serbo.

## Palmarès
- Campionato svizzero: 2

Fribourg Olympic: 2021-22, 2022-23
- Coppa di Svizzera: 2

Fribourg Olympic: 2022, 2023
- Supercoppa di Svizzera: 2

Fribourg Olympic: 2021, 2022